# منتخب ليتوانيا للكريكت
منتخب ليتوانيا للكريكت (بالليتوانية: Lietuvos nacionalinė kriketo komanda)‏ هو ممثل ليتوانيا الرسمي في المنافسات الدولية في الكريكت .